# ガブリエウ・ジロット・フランコ
ガブリエウ・ジロット・フランコ（Gabriel Girotto Franco、1992年7月10日 - ）は、ブラジル・サンパウロ州カンピーナス出身のサッカー選手。SCコリンチャンス・パウリスタ所属。ポジションはミッドフィールダー。

## 経歴
2012年にボタフォゴFRのトップチームでデビュー。2015年、SEパルメイラスへレンタル移籍した。2017年、パルメイラスのライバルであるSCコリンチャンス・パウリスタへ移籍した。

## タイトル
SCコリンチャンス・パウリスタ
- セリエA : 2017